# Vassily Tarnovsky
Vassily Vassilovitch Tarnovsky (junior), en ukrainien : Василь Васильович Тарновський, et en russe : Василий Васильевич Тарновский, est né le 20 mars 1838 (1er avril dans le calendrier grégorien),  d'autres sources indiquant l'année 1837, à Antonovka, dans le gouvernement de Poltava, dans l'Empire Russe, actuellement dans l'Oblast de Tchernihiv en Ukraine. Il est mort le 25 juin 1899 (7 juillet dans le calendrier grégorien) à Kiev. Il  était un mécène et activiste social et culturel ukrainien.

## Biographie
Vassily Tarnovsky est le fils de l'ethnographe et historien du droit Vassily Tarnovsky senior (1810-1866), issu d'une vieille famille cosaque ukrainienne,.
Il est diplômé de la faculté d'histoire et de philologie de l'Université Saint-Vladimir de Kiev. Il a été de 1869 à 1872 président du conseil de la noblesse de l'ouiezd de Borsna et de 1875 à 1887, de celui de Nijyn. En 1891, il devient membre d'honneur de la Société Prosvita de Lviv.
Tarnovsky était l'héritier d'un vaste patrimoine et de domaines à Kanatchivka (uk), dans le gouvernement de Tchernigov. Il y reçoit de nombreux scientifiques et personnalités éminentes, dont Marko Vovtchok, Oleksandr Lazarevski (ru), Dmitri Iavornitski, Nikolaï Kostomarov, Mikola Biliachivski, Panteleïmon Koulich, Vassil Gorlenko (uk), Nikolaï Gay et Ilia Répine. Il soutient également financièrement leur activité.
Il a constitué l'une des plus vastes et des plus importantes collections consacrées à Taras Chevtchenko, dont il a très tôt reconnu et promu le talent. Cette collection se trouve aujourd'hui au Musée national Taras Chevtchenko de Kiev et à l'Institut de Littérature Taras Chevtchenko de l'Académie Nationale des Sciences d'Ukraine. Plus tard, il soutient activement la construction du monument Taras Chevtchenko à Kaniv. En outre, il aidera l'École de peinture de Kiev de Mikola Muraschko .
Il est mort à 61 ans à Kiev. Après sa mort, le musée des antiquités ukrainiennes de Tchernihiv a été fondé en 1902 à partir de sa collection, qu'il lui avait léguée par testament. En 1906, ce musée reçoit son nom, et en 1923, il est rattaché au musée historique de Tchernihiv. Il retrouve en 1991 le nom de musée des antiquités ukrainiennes Vassily-Tarnovsky.